# Anoteropsis aerescens
Anoteropsis aerescens
Goyan, 1887 là một loài nhện trong họ Lycosidae.
Loài này thuộc chi Anoteropsis. Anoteropsis aerescens được Goyen miêu tả năm 1887.